# Крымско-Азовская армия
Крымско-Азовская армия (К-Аа) — воинское объединение Вооружённых сил Юга России во время Гражданской войны в России.

## История
Образована во ВСЮР 10 января 1919 на базе сформированного в декабре 1918 Крымско-Азовского корпуса. В мае 1919 в состав армии входили 5-я пехотная и Сводная конная (Сводно-кирасирский, 2-й конный, 2-й Таманский казачий, Гвардейский Сводно-кавалерийский дивизион, Сводный полк Кавказской кавалерийской дивизии и Гвардейская конно-артиллерийская батарея) дивизии. 22 мая 1919 преобразована в 3-й армейский корпус, на основе которого 20 августа 1919 года были развернуты Войска Новороссийской области.

## Командование
- Командующий — генерал А. А. Боровский
- Начальник штаба — генерал Д. Н. Пархомов (до 12 мая 1919).

## Состав
На 19.01.1919:
- 5-я дивизия